# Robert Stewart, 1. Duke of Albany

Wappen des Robert Stewart, 1. Duke of Albany

Robert Stewart, 1. Duke of Albany (* um 1340; † 3. September 1420 auf Stirling Castle) war ein schottischer Prinz und Hochadliger.
Er war der dritte Sohn von Robert II., König von Schottland, und dessen erster Frau Elizabeth Mure von Rowallan. Er wurde 1371 zum Earl of Fife und schließlich 28. April 1398 zum 1. Duke of Albany erhoben.

## Leben
Zwischen 1383 und 1407 bekleidete Robert das Amt des Great Chamberlain von Schottland unter der Regierung von Robert III. Seit 1406 war er Regent für den in englischer Gefangenschaft befindlichen Jakob I. Mehrfach führte der Duke erfolgreiche Feldzüge gegen England.
Seit 1394 war Robert auch 2. Earl of Buchan sowie seit 1403 1. Earl of Atholl, verlor letzteren Titel 1406 aber wieder. Zugunsten seines jüngeren Sohnes John verzichtete er auf den Titel des Earl of Buchan. Um 1390 erbaute er das nördlich von Stirling gelegene Doune Castle, das seither wenig verändert erhalten ist. Begraben ist Robert Stewart, Duke of Albany, in der Dunfermline Abtei.

## Nachkommen
Robert heiratete nach päpstlichen Dispens in erster Ehe Margaret Graham, Countess of Menteith († 1380), Tochter der Mary Stewart, Countess of Menteith und des Sir John Graham. Infolge dieser Ehe wurde Robert 1361 Earl of Menteith. Mit ihr hatte er die folgenden Kinder:
- Murdoch Stewart, 2. Duke of Albany (1362–1425);
- Lady Isabel Stewart ⚭ (1) Alexander Leslie, 7. Earl of Ross, ⚭ (2) Walter Haliburton;
- Lady Marjorie Stewart ⚭ Duncan Campbell, 1. Lord Campbell;
- Lady Margaret Stewart ⚭ Sir John de Swinton of that Ilk;
- Lady Joan Stewart ⚭ Robert Stewart, 1. Lord Lorne;
- Lady Beatrice Stewart ⚭ James Douglas, 7. Earl of Douglas;
- Lady Mary Stewart ⚭ Sir William Abernethy of Saltoun

In zweiter Ehe heiratete er Muriella, Tochter des schottischen Großmarschalls William de Keith, mit ihr hatte er die Kinder:
- John Stewart, 3. Earl of Buchan (um 1381–1424), Connétable von Frankreich;
- Lord Robert Stewart († 1424);
- Lord Andrew Stewart;
- Lady Elizabeth Stewart ⚭ Sir Malcolm Fleming of Biggar and Cumbernauld (Haus Fleming).